# La Riera (Riaño)

La Riera es una localidad de la parroquia de Riaño, en el concejo de Langreo, en el Principado de Asturias, España. Se encuentra a 200 metros del concejo de Oviedo, apenas medio kilómetro de Siero y poco más del concejo de Mieres.
Destacan las 'minas de Langreo y Siero' como ruinas industriales, al ser las primeras minas de Asturias, visitadas por Jovellanos. En la zona se encuentra la aldea de El Viso, donde destaca la Ermita del Santo Ángel, celebrando sus fiestas en el mes de julio. 
- Datos: Q21006311